# ميشال بينتر
ميشال بينتر هو لاعب كرة قدم سلوفاكي في مركز الدفاع، ولد في 4 فبراير 1994 في زلاتى مورافتسى في سلوفاكيا. شارك مع منتخب سلوفاكيا تحت 18 سنة لكرة القدم ومنتخب سلوفاكيا تحت 19 سنة لكرة القدم ومنتخب سلوفاكيا تحت 21 سنة لكرة القدم. أما مع النوادي، فقد لعب مع زلاتي مورافسي.

## وصلات خارجية
- ميشال بينتر على موقع قاعدة بيانات كرة القدم.إي يو (الإنجليزية)
- ميشال بينتر على موقع Soccerway.com (الإنجليزية)